# 2003 aux Territoires du Nord-Ouest
Chronologie des Territoires du Nord-Ouest
- 1999
- 2000
- 2001
- 2002
- 2003
- 2004
- 2005
- 2006
- 2007

Cette page concerne les événements survenus en 2003 dans le territoire canadien des Territoires du Nord-Ouest.

## Politique

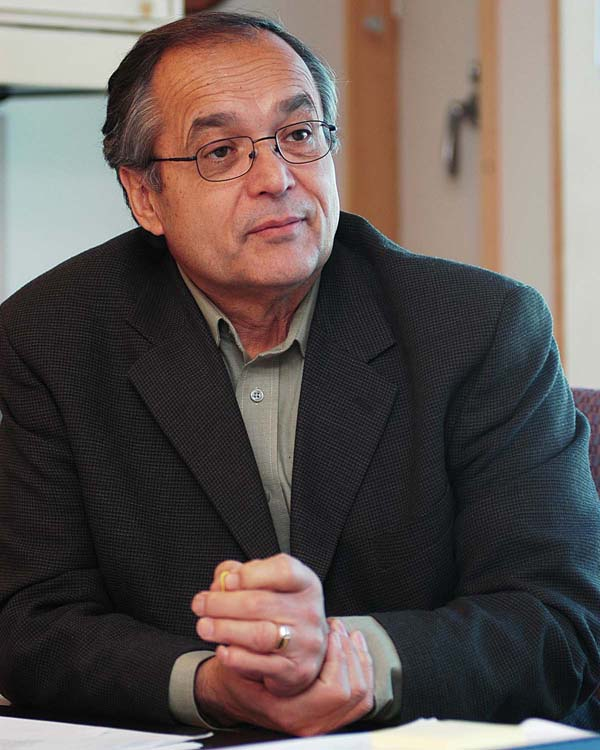
Joe Handley

- Premier ministre : Stephen Kakfwi puis Joe Handley
- Commissaire :
- Législature :